# آلية بنروز
آلية بنروز أو عملية بنروز (بالإنجليزية: Penrose process)‏ هو مصطلح فيزيائي يستعمل عادة في مجال فيزياء الثقوب السوداء لوصف الآلية أو العملية الفيزيائية التي يمكن من خلالها استخراج الطاقة من ثقب أسود دوار. سميت هذه الآلية بهذا الاسم تكريما للرياضياتي البريطاني روجر بنروز الذي قام باقتراحها بحلول عام 1969،  حتى أصبحت واحدة من بين أكثر أعماله شُهرَةً.

## المبدأ
وفقاً لقوانين الميكانيكا الكلاسيكية والنسبية العامة، فإن الثقب الأسود هو عبارة عن منطقة تتموقع في فضاء لا يمكن أن يخرج منها أي شيء. وبالتالي قد يبدو من المستغرب تماما أن يتمكن المرء من استخراج الطاقة من ثقب أسود. يكون هذا ممكنا عندما يكون جزء من طاقة الثقب الأسود على شكل طاقة حركية دورانية. يكمن في هذه الحالة، وعن طريق إرسال جسيم في الاتجاه المعاكس لدوران الثقب الأسود، تقليل الطاقة الحركية لدوران هذا الأخير. مع ذلك فهذا لا يكفي لاستعادة هذه الطاقة. الآلية التي تخيلها بنروز هي كالآتي:
- إطلاق جسيم وفقا لمسار محدد العزم في اتجاه ثقب أسود دوار.
- بمجرد وصول الجسيم إلى منطقة محددة تسمى بالإرغوسفير، تقع مباشرة في المنطقة المجاورة خارج الثقب الأسود، يتم كسر الجسيم إلى اثنين، الشئ الذي يجعله ياخذ مسارا محددا.
- يتم امتصاص أحد هذه الجسيمات بواسطة الثقب الأسود على طول مسار يقلل من الطاقة الحركية لدوران هذا الثقب الأسود.
- في الوقت الذي يتم فيه امتصاص أحد الجسيمات، يهرب الجسيم الآخر من حقل الجاذبية ويخرج بسرعة أكبر من الجسيم الحادث، لدرجة تكون فيها الطاقة الكلية لهذه الشظية (أو الجسيم) في الواقع أكبر من طاقة الكتلة للجسيم الأولي.

## الحدود
تميل عملية استخراج الطاقة بواسطة آلية بنروز إلى تقليل الطاقة الحركية لدوران الثقب الأسود. في هذا السياق ووفقا لصيغة تكافؤ الكتلة والطاقة الشهيرة (E=mc²)، فإن انخفاض الطاقة الحركية يؤدي بالضرورة إلى انخفاض كتلة الثقب الأسود. استخلاص الطاقة من الثقب الأسود يكون ممكن في حالة واحدة فقط عندما يكون الثقب الأسود في حالة دوران، أي عندما يحتوي الثقب الأسود على إرغوسفير. من ناحية أخرى، هناك حد لكمية الطاقة الحركية الدورانية التي يمكن للثقب الأسود امتلاكها: أي زيادة في الطاقة الحركية لدوران الثقب الأسود تقابلها زيادة زخمه الزاوي؛ طبقا لما سبق ، هناك حد معين للزخم الزواوي لثقب أسود ذي كتلة معينة لا يبقى اعتباره  ثقبا أسودا ولكن تفردا مجردا أو تفردا عاريا (بالإنجليزية: Naked singularity)‏. وبالتالي، هناك قيمة قصوى للطاقة التي يمكن استخلاصها من ثقب أسود ذي كتلة معينة M. بمجرد الوصول إليها، تكون كتلة الثقب الأسود أقل ولكن لا يمكن تقليلها. يطلق على هذه الكتلة اسم الكتلة غير القابلة للاختزال. في الشكل الأكثر تفضيلا، حيث يأخذ الزخم الزاوي للثقب الأسود قيمة تعادل قيمة الحد الأقصى المسموح به (ثقب أسود قصوي)، تكون كمية الطاقة التي يمكن استخلاصها من ثقب أسود أولي ذي كتلة معينة M هي:
{\displaystyle E=\left(1-{\frac {1}{\sqrt {2}}}\right)Mc^{2}} ،
حيث  c هي سرعة الضوء في الفراغ.